# Je me souviens (Perec)
Pour les articles homonymes, voir Je me souviens (homonymie).
Je me souviens est un livre de Georges Perec publié en 1978 aux éditions Hachette. C'est un recueil de bribes de souvenirs rassemblés entre janvier 1973 et juin 1977, l'auteur précisant qu'ils sont échelonnés pour la plupart « entre [sa] 10e et [sa] 25e année, c'est-à-dire entre 1946 et 1961 ». Quelques-uns ont été publiés dans le no 26 des Cahiers du chemin en janvier 1976.

## Livre

### Genèse
L'idée et la forme éclatée de cette œuvre ont été inspirées à Georges Perec par l'autobiographie I remember (Je me souviens) de Joe Brainard, qui en publie les premiers fragments en 1970.

### Forme
L'ouvrage appartient au genre du fragment.
Les souvenirs égrenés dans le livre de Perec commencent tous par « Je me souviens », sauf un, et ils sont numérotés, de 1 (« Je me souviens que Reda Caire est passé en attraction au cinéma de la porte de Saint-Cloud ») jusqu'à 480 (« Je me souviens… » et au-dessous « (à suivre…) »). Courts, de quelques mots à quelques lignes, ces fragments mêlent tous les thèmes : cinéma, objets quotidiens, actualités, souvenirs de famille, d'école, littérature, etc.
Selon la présentation que fait Perec de cet exercice de mémoire, ces « Je me souviens » sont :
« des petits morceaux de quotidien, des choses que, telle ou telle année, tous les gens d'un même âge ont vues, ont vécues, ont partagées, et qui ensuite ont disparu, ont été oubliées ; elles ne valaient pas la peine de faire partie de l'Histoire, ni de figurer dans les Mémoires des hommes d'État, des alpinistes et des monstres sacrés.

Il arrive cependant qu'elles reviennent, quelques années plus tard, intactes et minuscules, par hasard ou parce qu'on les a cherchées, un soir, entre amis ; c'était une chose qu'on avait apprise à l'école, un champion, un chanteur ou une starlette qui perçait, un air qui était sur toutes les lèvres, un hold-up ou une catastrophe qui faisait la une des quotidiens, un best-seller, un scandale, un slogan, une habitude, une expression, un vêtement ou une manière de le porter, un geste, ou quelque chose d'encore plus mince, d'inessentiel, de tout à fait banal, miraculeusement arraché à son insignifiance, retrouvé pour un instant, suscitant pendant quelques secondes une impalpable petite nostalgie. »

### Thèmes abordés
Parmi les 480 souvenirs du livre, beaucoup portent sur Paris et ses lieux changés ou disparus, et particulièrement sur le métro.
On trouve aussi des évocations de marques commerciales et de slogans publicitaires.
Le cinéma, les chanteurs et plus largement les spectacles sont également un thème récurrent.

## Adaptations
Une adaptation théâtrale de Je me souviens est mise en scène et jouée par Sami Frey en 1989, puis en 2003. Le comédien pédale à vélo sur la scène durant toute la pièce. Une captation sonore est faite de cette représentation au théâtre Mogador en 1989 pour La Bibliothèque des voix.
Pour les « générations oublieuses », Roland Brasseur publie, au Castor astral, dans la collection L'Inutile dirigée par l'Oulipien Hervé Le Tellier, le livre Je me souviens encore mieux de Je me souviens, qui explique aux plus jeunes qui est Reda Caire ou ce qu'est un wakouwa.

#### Ouvrages
- Roland Brasseur, Je me souviens de Je me souviens, Le Castor astral, collection L'Inutile, 1998  (ISBN 2-8592-03-427)
- Roland Brasseur, Je me souviens encore mieux de Je me souviens, Le Castor Astral, 2003  (ISBN 2-85920-544-6)

#### Articles
- Jacques-Denis Bertharion, « Je me souviens : un cryptogramme autobiographique », Le Cabinet d'amateur, no 2, automne 1993  (ISSN 1165-6557)
- Roland Brasseur, « Je me souviens de I remember », Le Cabinet d'amateur, no 6, décembre 1997, Presses Universitaires du Mirail-Toulouse  (ISBN 2-85816-369-3)
- Christelle Reggiani, « Je me souviens : la rhétorique perecquienne des noms propres », Le Cabinet d'amateur, no 7-8, Toulouse, Presses Universitaires du Mirail, 1999  (ISBN 2-85816-480-0)